# Rallye Monte Carlo 2018

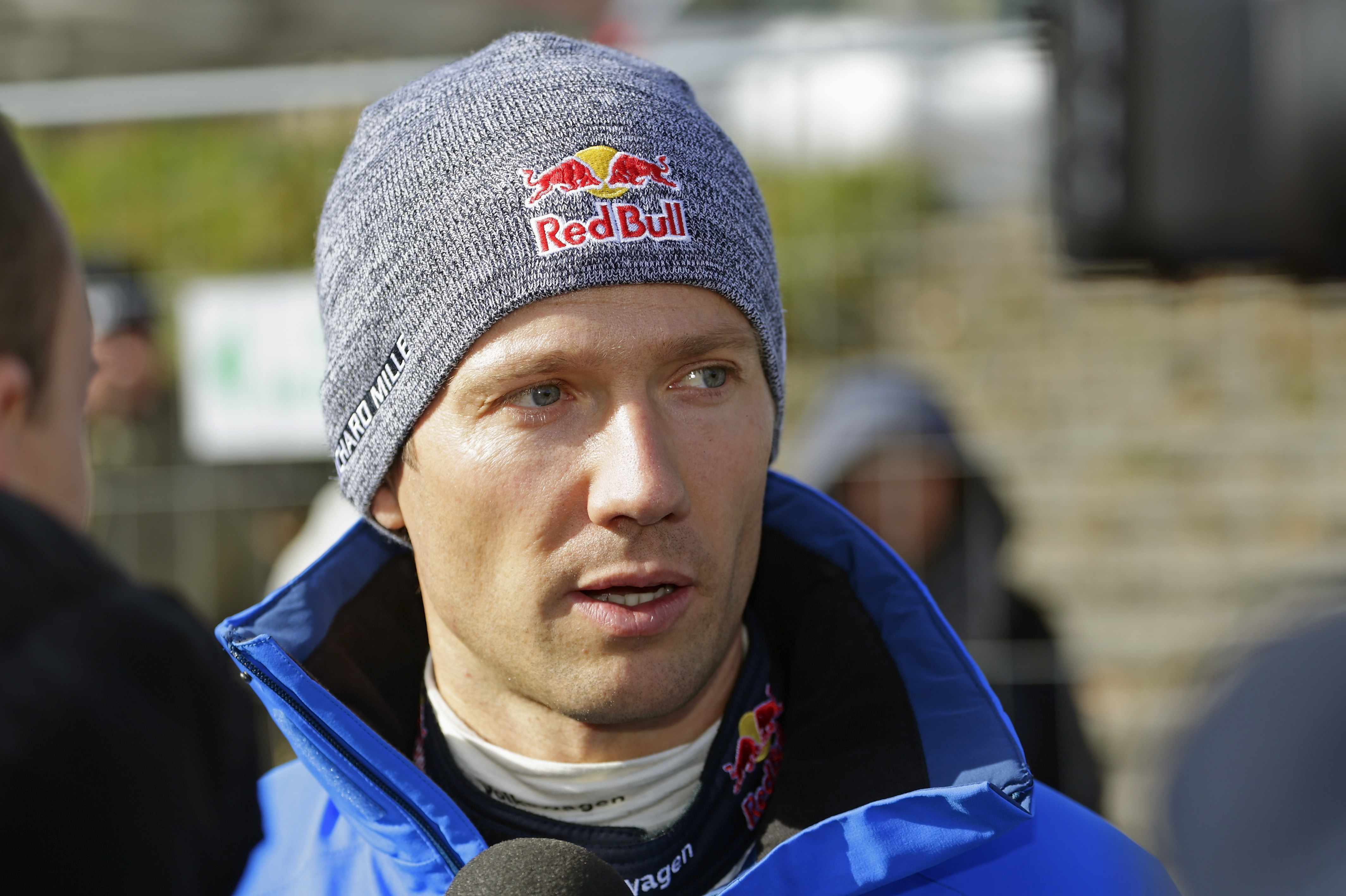
Sieger bei der Rallye Monte Carlo 2018, Sébastien Ogier

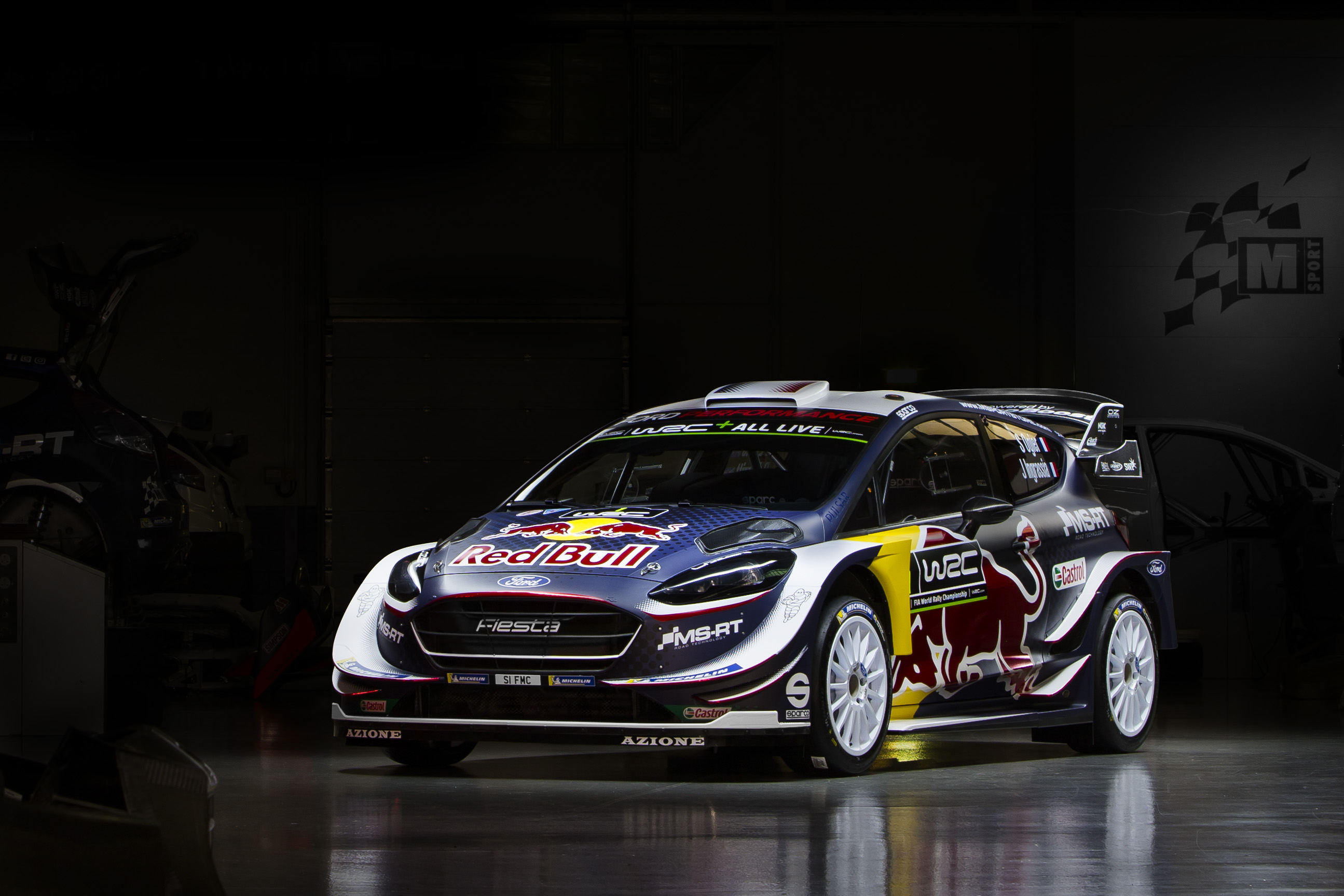
Das Siegerauto der Rallye Monte Carlo 2018, der M-Sport-Ford

Die 86. Rallye Monte Carlo war der erste von 13 FIA-Weltmeisterschaftsläufen 2018. Die Rallye bestand aus 16 Wertungsprüfungen und wurde zwischen dem 25. und dem 28. Januar gefahren.

## Bericht
Schnee und Eis, teilweise starker Regen und dann wieder strahlender Sonnenschein: Die Rallye Monte Carlo machte ihrem Ruf als unberechenbarste Rallye im WRC-Kalender alle Ehre und forderte die Fahrer mit den unterschiedlichsten Wetterbedingungen heraus. Dementsprechend schwierig war die Reifenwahl, aus Trockenreifen, Regenreifen und Winterreifen mit und ohne Spikes musste gewählt werden.
Am besten meisterte diese Herausforderung einmal mehr Sébastien Ogier, der zum fünften Mal in Folge die Rallye Monte Carlo gewann und insgesamt seinen sechsten Sieg bei dieser Rallye feierte. Der M-Sport-Pilot hatte die ersten beiden Wertungsprüfungen am Donnerstagabend gewonnen und anschließend am Freitag seinen Vorsprung auf die Verfolger ausgebaut.
Geschenkt wurde dem Duo Sébastien Ogier und Co-Pilot Julien Ingrassia der Sieg aber wahrlich nicht. Am Freitagnachmittag rutschten sie bei starkem Regen während der siebten Wertungsprüfung in einen Straßengraben. Zum Glück waren reichlich Zuschauer vor Ort um das Auto zurück auf die Straße zu schieben. Am Samstag distanzierte Ogier seine Verfolger bei der verschneiten neunten Wertungsprüfung um gut eine Minute und konzentrierte sich in der Folge darauf, seinen Vorsprung zu verwalten.
Mit Platz zwei feierte Ott Tänak einen gelungenen Einstand bei Toyota. Der Este zeigte im Yaris WRC keinerlei Anlaufschwierigkeiten, gewann vier Wertungsprüfungen und unterstrich damit seine Ambitionen, in der Saison 2018 um den WM-Titel zu kämpfen. Jari-Matti Latvala auf Rang drei und Esapekka Lappi auf Rang sieben komplettierten das gute Ergebnis von Toyota.
Für Citroën endete die Rallye mit einem durchwachsenen Ergebnis. Platz vier von Kris Meeke, Rang neun von Craig Breen waren nicht das, was sich der französische Hersteller erhofft hatte. Meeke war schon am Donnerstagabend nach einem Unfall mehr als zwei Minuten zurückgefallen, er war aber auch im weiteren Verlauf der Rallye nicht in der Lage, mit den Schnellsten mitzuhalten.
Noch schlechter erging es Hyundai, für die der Kampf um beide WM-Titel mit einem Rückschlag begann. Thierry Neuville rutschte schon in der ersten Wertungsprüfung nach wenigen Kilometern in einen Straßengraben, aus dem er sich erst nach gut vier Minuten mit Hilfe einiger Zuschauer befreien konnte. Am Freitag hatte Andreas Mikkelsen technische Probleme. Auf Rang zwei liegend viel nach der dritten Wertungsprüfung die Lichtmaschine seines i20 WRC aus, was den Norweger für diesen Tag zur Aufgabe zwang. Letzte Hoffnung auf ein Spitzenergebnis war damit Dani Sordo. Doch der Spanier sollte das Ziel nicht sehen. Am Samstag flog er auf Rang drei liegend in der neunten Wertungsprüfung von der Straße und schied aus.

## Meldeliste
| Nr | Fahrer             | Co-Pilot          | Auto                  | Klasse  |
| -- | ------------------ | ----------------- | --------------------- | ------- |
| 1  | Sébastien Ogier    | Julien Ingrassia  | Ford Fiesta WRC       | WRC RC1 |
| 2  | Elfyn Evans        | Scott Martin      | Ford Fiesta WRC       | WRC RC1 |
| 3  | Bryan Bouffier     | Xavier Panseri    | Ford Fiesta WRC       | WRC RC1 |
| 4  | Andreas Mikkelsen  | Anders Jæger      | Hyundai i20 Coupe WRC | WRC RC1 |
| 5  | Thierry Neuville   | Nicolas Gilsoul   | Hyundai i20 Coupe WRC | WRC RC1 |
| 6  | Dani Sordo         | Carlos del Barrio | Hyundai i20 Coupe WRC | WRC RC1 |
| 7  | Jari-Matti Latvala | Miikka Anttila    | Toyota Yaris WRC      | WRC RC1 |
| 8  | Ott Tänak          | Martin Järveoja   | Toyota Yaris WRC      | WRC RC1 |
| 9  | Esapekka Lappi     | Janne Ferm        | Toyota Yaris WRC      | WRC RC1 |
| 10 | Kris Meeke         | Paul Nagle        | Citroën C3 WRC        | WRC RC1 |
| 11 | Craig Breen        | Scott Martin      | Citroën C3 WRC        | WRC RC1 |
| 18 | Manuel Villa       | Daniele Michi     | Ford Fiesta WRC       | WRC RC1 |

Insgesamt wurden 67 Fahrzeuge gemeldet.

## Klassifikationen

### Endergebnis
| WRC     |                     |                  |                    |           |                 |      |
| 01      | Sébastien Ogier     | Julien Ingrassia | Ford Fiesta WRC    | 4:18:55.5 | 00:00.0         | 25+1 |
| 02      | Ott Tänak           | Martin Järveoja  | Toyota Yaris WRC   | 4:19:53.8 | 00:58.3         | 18   |
| 03      | Jari-Matti Latvala  | Miikka Anttila   | Toyota Yaris WRC   | 4:20:47.5 | 01:52.0 00:53.7 | 15+2 |
| 04      | Kris Meeke          | Paul Nagle       | Citroën C3 WRC     | 4:23:38.6 | 04:43.1 02:51.1 | 12+5 |
| 05      | Thierry Neuville    | Nicolas Gilsoul  | Hyundai i20 WRC    | 4:23:49.3 | 04:53.8 00:10.7 | 10+4 |
| 06      | Elfyn Evans         | Daniel Barritt   | Ford Fiesta WRC    | 4:23:50.3 | 04:54.8 00:01.0 | 8    |
| 07      | Esapekka Lappi      | Janne Ferm       | Toyota Yaris WRC   | 4:23:53.0 | 04:57.5 00:02.7 | 6    |
| 08      | Bryan Bouffier      | Xavier Panseri   | Ford Fiesta WRC    | 4:26:35.0 | 07:39.5 02:42.0 | 4    |
| 09      | Craig Breen         | Scott Martin     | Citroën DS3 WRC    | 4:28:02.2 | 09:06.7 01:27.2 | 2    |
| 10      | Jan Kopecký         | Pavel Dresler    | Škoda Fabia R5     | 4:35:38.5 | 16:43.0 07:36.3 | 1    |
| WRC2    |                     |                  |                    |           |                 |      |
| 01 (10) | Jan Kopecký         | Pavel Dresler    | Škoda Fabia R5     | 4:35:38.5 | 00:00.0         | 25   |
| 02 (14) | Eddie Sciessere     | Flavio Zanella   | Citroën DS3 R5     | 4:58:26.2 | 22:47.7         | 18   |
| 03 (18) | Teemu Suninen       | Mikko Markkula   | Ford Fiesta R5     | 5:09:09.6 | 33:31.1 10:43.4 | 15   |
| 04 (19) | Guillaume de Mevius | Louis Louka      | Peugeot 208 T16 R5 | 5:09:24.6 | 33:46.1 00:15.0 | 12   |
| WRC3    |                     |                  |                    |           |                 |      |
| 01 (20) | Enrico Brazzoli     | Luca Beltrame    | Peugeot 208 R2     | 5:22:03.0 | 00:00.0         | 25   |
| 02 (31) | Amauri Molle        | Renaud Herman    | Peugeot 208 R2     | 5:44:27.9 | 22:44.9         | 18   |
| 03 (35) | Taisko Lario        | Tatu Hämäläinen  | Peugeot 208 R2     | 5:55:00.2 | 32:57.2 10:32.3 | 15   |

### Wertungsprüfungen
| Tag                                   | WP                                       | Name                                       | Länge    | Start MEZ         | Gewinner         | Co-Pilot              | Auto                  | Zeit    | Gesamtführender |
| Tag 1 25. Jan.                        |                                          |                                            |          |                   |                  |                       |                       |         |                 |
| ------------------------------------- | ---------------------------------------- | ------------------------------------------ | -------- | ----------------- | ---------------- | --------------------- | --------------------- | ------- | --------------- |
| Tag 1 25. Jan.                        | —                                        | Gap (Shakedown)                            | 3,35 km  | 16:00             | Thierry Neuville | Nicolas Gilsoul       | Hyundai i20 Coupe WRC | 2:00.2  | n/a             |
| Tag 1 25. Jan.                        | WP1                                      | Thoard – Sisteron                          | 36,69 km | 21:43             | Sébastien Ogier  | Julien Ingrassia      | Ford Fiesta WRC       | 23:16.6 | Sébastien Ogier |
| Tag 1 25. Jan.                        | WP2                                      | Bayons – Bréziers 1                        | 25,49 km | 22:51             | Sébastien Ogier  | Julien Ingrassia      | Ford Fiesta WRC       | 14:53.2 | Sébastien Ogier |
| Tag 1 25. Jan.                        | Service Park Gap 23:56 Uhr (45+3 Min)    |                                            |          |                   |                  |                       |                       |         | Sébastien Ogier |
| Tag 2 26. Jan.                        |                                          |                                            |          |                   |                  |                       |                       |         | Sébastien Ogier |
| Service Park Gap 08:00 Uhr (15+3 Min) |                                          |                                            |          |                   |                  |                       |                       |         | Sébastien Ogier |
| WP3                                   | Vitrolles – Oze 1                        | 26,72 km                                   | 08:51    | Ott Tänak         | Martin Järveoja  | Toyota Yaris WRC      | 16:32.3               |         | Sébastien Ogier |
| WP4                                   | Roussieux–Eygalayes 1                    | 33,67 km                                   | 10:04    | Sébastien Ogier   | Julien Ingrassia | Ford Fiesta WRC       | 18:25.3               |         | Sébastien Ogier |
| WP5                                   | Vaumeilh – Claret 1                      | 15,18 km                                   | 11:37    | Elfyn Evans       | Daniel Barritt   | Ford Fiesta WRC       | 8:42.6                |         | Sébastien Ogier |
| Service Park Gap 12:52 Uhr (30+3 Min) |                                          |                                            |          |                   |                  |                       |                       |         | Sébastien Ogier |
| WP6                                   | Vitrolles – Oze 2                        | 26,72 km                                   | 13:58    | Ott Tänak         | Martin Järveoja  | Toyota Yaris WRC      | 16:45.5               |         | Sébastien Ogier |
| WP7                                   | Roussieux – Eygalayes 2                  | 33,67 km                                   | 15:11    | Elfyn Evans       | Daniel Barritt   | Ford Fiesta WRC       | 19:03.5               |         | Sébastien Ogier |
| WP8                                   | Vaumeilh – Claret 2                      | 15,18 km                                   | 16:44    | Thierry Neuville  | Nicolas Gilsoul  | Hyundai i20 Coupe WRC | 8:36.2                |         | Sébastien Ogier |
| Service Park Gap 17:49 Uhr (45+3 Min) |                                          |                                            |          |                   |                  |                       |                       |         | Sébastien Ogier |
| Tag 3 27. Jan.                        |                                          |                                            |          |                   |                  |                       |                       |         | Sébastien Ogier |
| Service Park Gap 06:57 Uhr (15+3 Min) |                                          |                                            |          |                   |                  |                       |                       |         | Sébastien Ogier |
| WP9                                   | Agnières en Dévoluy – Corps 1            | 29,16 km                                   | 08:08    | Andreas Mikkelsen | Anders Jæger     | Hyundai i20 Coupe WRC | 25:11.8               |         | Sébastien Ogier |
| WP10                                  | St. Leger les Mélèzes – La-Bâtie Neuve 1 | 16,87 km                                   | 09:16    | Ott Tänak         | Martin Järveoja  | Toyota Yaris WRC      | 12:16.8               |         | Sébastien Ogier |
| Service Park Gap 10:31 Uhr (30+3 Min) |                                          |                                            |          |                   |                  |                       |                       |         | Sébastien Ogier |
| WP11                                  | Agnières en Dévoluy – Corps 2            | 29,16 km                                   | 11:57    | Ott Tänak         | Martin Järveoja  | Toyota Yaris WRC      | 19:06.4               |         | Sébastien Ogier |
| WP12                                  | St. Leger les Mélèzes – La-Bâtie Neuve 2 | 16,87 km                                   | 13:08    | Thierry Neuville  | Nicolas Gilsoul  | Hyundai i20 Coupe WRC | 10:48.6               |         | Sébastien Ogier |
| Service Park Gap 14:23 Uhr (30+3 Min) |                                          |                                            |          |                   |                  |                       |                       |         | Sébastien Ogier |
| WP13                                  | Bayons – Bréziers 2                      | 25,49 km                                   | 16:09    | Thierry Neuville  | Nicolas Gilsoul  | Hyundai i20 Coupe WRC | 14:32.8               |         | Sébastien Ogier |
| Service Park Gap 17:29 Uhr (45+3 Min) |                                          |                                            |          |                   |                  |                       |                       |         | Sébastien Ogier |
| Tag 4 28. Jan.                        | WP14                                     | La Bollène Vésubie – Peïra Cava 1          | 18,41 km | 08:32             | Sébastien Ogier  | Julien Ingrassia      | Ford Fiesta WRC       | 13:51.4 | Sébastien Ogier |
| Tag 4 28. Jan.                        | WP15                                     | La Cabarette – Col de Braus 1              | 13,58 km | 09:08             | Thierry Neuville | Nicolas Gilsoul       | Hyundai i20 Coupe WRC | 10:34.1 | Sébastien Ogier |
| Tag 4 28. Jan.                        | WP16                                     | La Bollène Vésubie – Peïra Cava 2          | 18,41 km | 10:55             | Thierry Neuville | Nicolas Gilsoul       | Hyundai i20 Coupe WRC | 13:07.8 | Sébastien Ogier |
| Tag 4 28. Jan.                        | WP17                                     | La Cabarette – Col de Braus 2 (Powerstage) | 13,58 km | 12:18             | Kris Meeke       | Paul Nagle            | Citroën C3 WRC        | 10:06.7 | Sébastien Ogier |

### Gewinner Wertungsprüfungen
| WP                | Anzahl | Fahrer            | Auto                    |
| ----------------- | ------ | ----------------- | ----------------------- |
| 8, 12, 13, 15, 16 | 5      | Thierry Neuville  | Hyundai Coupe i20 WRC   |
| 1, 2, 4, 14       | 4      | Sébastien Ogier   | M-Sport Ford Fiesta WRC |
| 3, 6, 10, 11      | 4      | Ott Tänak         | Toyota Yaris WRC        |
| 5, 7              | 2      | Elfyn Evans       | M-Sport Ford Fiesta WRC |
| 9                 | 1      | Andreas Mikkelsen | Hyundai Coupe i20 WRC   |
| 17                | 1      | Kris Meeke        | Citroën C3 WRC          |

### Fahrer-WM nach der Rallye
| Pos. | Fahrer             | Punkte |
| ---- | ------------------ | ------ |
| 1    | Sébastien Ogier    | 26     |
| 2    | Ott Tänak          | 18     |
| 3    | Jari-Matti Latvala | 17     |
| 4    | Kris Meeke         | 17     |
| 5    | Thierry Neuville   | 14     |

### Team-Weltmeisterschaft
| Pos. | Team               | Punkte |
| ---- | ------------------ | ------ |
| 1    | M-Sport WRT        | 33     |
| 2    | Toyota Racing WRT  | 33     |
| 3    | Citroën WRT        | 18     |
| 4    | Hyundai Motorsport | 14     |